# Tongoscia vandeli
Tongoscia vandeli là một loài chân đều trong họ Philosciidae. Loài này được Dalens miêu tả khoa học năm 1988.